# Luis Guzmán (színművész, 1956)
Luis Guzmán (Cayey, Puerto Rico, 1956. augusztus 28. –) Puerto Ricó-i színész.
Olyan filmekben volt látható, mint a Boogie Nights (1997), a Hajsza a föld alatt (2009), vagy az Erőnek erejével (2013).

## Fiatalkora
Guzmán a Puerto Ricó-i Cayeyben született, valamint New York Greenwich Village-ben és a környékbeli Lower East Side szomszédságában nőtt fel. Édesanyja, Rosa kórházi dolgozó volt, mostohaapja, Benjamin Cardona pedig tévészerelő. Az Amerikai Egyetemen szerzett végzettséget, majd nem sokkal később szociális munkásként kezdte meg pályafutását, és mellékállásban színészként is dolgozott.

## Magánélete
Guzmán a vermonti Cabotban él.

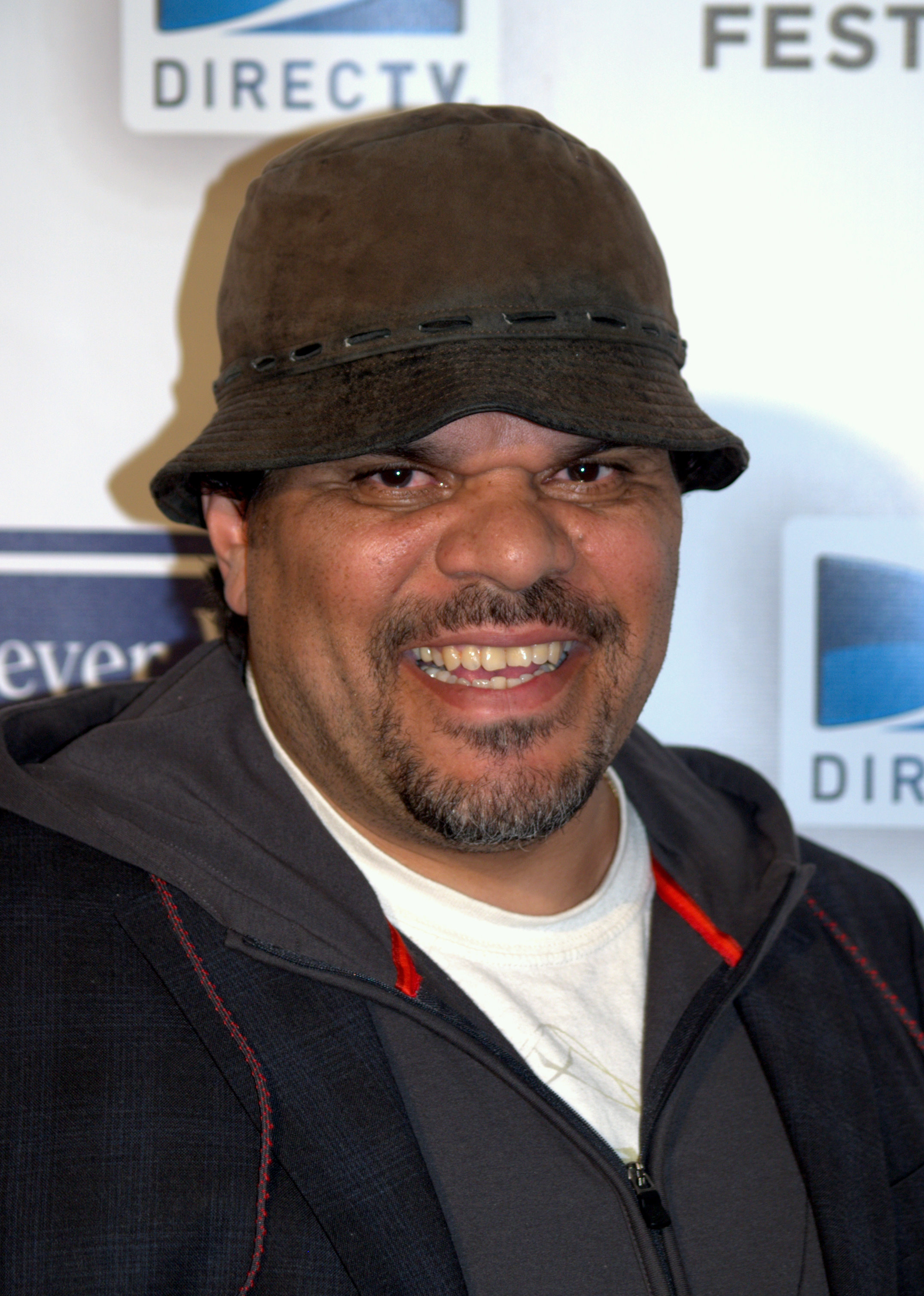
2009-ben

Bernie Sanders szenátort támogatta a 2016-os amerikai elnökválasztáson.

## Filmográfia

### Film
| Év   | Magyar cím                            | Eredeti cím                                     | Szerep                         | Magyar hang           |
| ---- | ------------------------------------- | ----------------------------------------------- | ------------------------------ | --------------------- |
| 1977 |                                       | Short Eyes                                      | rab                            |                       |
| 1983 |                                       | Variety                                         | Jose                           |                       |
| 1986 |                                       | Seven Women, Seven Sins                         | Lotto Man                      |                       |
| 1986 |                                       | No Picnic                                       | Arroyo                         |                       |
| 1987 |                                       | Heartbeat                                       | bandatag                       |                       |
| 1987 | Csoda a 8. utcában                    | *batteries not included                         | járókelő                       |                       |
| 1988 | Krokodil Dundee 2.                    | Crocodile Dundee II                             | Jose                           | Hankó Attila          |
| 1989 | Az igazság bajnoka                    | True Believer                                   | Ortega                         | Végh Péter            |
| 1989 | Gyilkos tánc                          | Rooftops                                        | Martinez                       |                       |
| 1989 | Fekete eső                            | Black Rain                                      | Frankie                        | Sörös Sándor          |
| 1989 | Családi ügy                           | Family Business                                 | Julio Torres                   | Forgács Péter         |
| 1990 | Hol az igazság?                       | Q&A                                             | Valentin nyomozó               | Balázsi Gyula         |
| 1991 | Jobb ma egy zsaru, mint holnap kettő  | The Hard Way                                    | Benny Poole nyomozó            | Gesztesi Károly       |
| 1991 | McBain                                | McBain                                          | Papo                           |                       |
| 1992 | Harapós nő                            | Innocent Blood                                  | Morales                        | Imre István           |
| 1992 | Temetői járat                         | Jumpin' at the Boneyard                         | taxisofőr                      |                       |
| 1993 | Bűnben égve                           | Guilty as Sin                                   | Martinez nyomozó               | Várkonyi András       |
| 1993 | Csupaszon New Yorkban                 | Naked in New York                               | meghallgató                    |                       |
| 1993 | Mr. Wonderful                         | Mr. Wonderful                                   | Juice                          | Szokol Péter          |
| 1993 | Mr. Wonderful                         | Mr. Wonderful                                   | Juice                          | Pusztaszeri Kornél    |
| 1993 | Carlito útja                          | Carlito's Way                                   | Pachanga                       | Sörös Sándor          |
| 1994 | Két fivér egy zsákban                 | Hand Gun                                        | Rick                           |                       |
| 1994 | Két cowboy New Yorkban                | The Cowboy Way                                  | Chango                         | Varga Tamás           |
| 1995 |                                       | Lotto Land                                      | Ricki                          |                       |
| 1995 |                                       | Stonewall                                       | Vito                           |                       |
| 1996 | A félelmek iskolája                   | The Substitute                                  | "Rem"                          |                       |
| 1997 | A halál ára                           | The Brave                                       | Luis                           | Kálloy Molnár Péter   |
| 1997 | Boogie Nights                         | Boogie Nights                                   | Maurice t.t. Rodriguez         | Gesztesi Károly       |
| 1998 | Mint a kámfor                         | Out of Sight                                    | Chino                          | Háda János            |
| 1998 | Mint a kámfor                         | Out of Sight                                    | Chino                          | Elek Ferenc           |
| 1998 | Az utolsó dobás                       | Snake Eyes                                      | Cyrus, drogdíler               | Csík Csaba Krisztián  |
| 1998 | Egy kemény zsaru                      | One Tough Cop                                   | Gunman Papi                    |                       |
| 1999 | Amerikai vérbosszú                    | The Limey                                       | Eduardo Roel                   | Gesztesi Károly       |
| 1999 | A csontember                          | The Bone Collector                              | Eddie Ortiz                    | Kálid Artúr           |
| 1999 | Magnólia                              | Magnolia                                        | Luis                           | Csák György           |
| 2000 | A csendestárs nem dumál               | Table One                                       | Xavier                         |                       |
| 2000 | A szerencse városa                    | Luckytown                                       | Jimmy                          |                       |
| 2000 | Traffic                               | Traffic                                         | Ray Castro DEA-ügynök          | Besenczi Árpád        |
| 2001 | Hátulról mellbe                       | Double Whammy                                   | Juan Benitez                   |                       |
| 2001 |                                       | Sam the Man                                     | Murray                         |                       |
| 2001 |                                       | Home Invaders                                   | Peligro                        |                       |
| 2002 | Monte Cristo grófja                   | The Count of Monte Cristo                       | Jacopo                         | Bede-Fazekas Szabolcs |
| 2002 | Igazság helyett                       | The Salton Sea                                  | Quincy                         | Pálfai Péter          |
| 2002 | Kótyagos szerelem                     | Punch-Drunk Love                                | Lance                          | Thuróczy Szabolcs     |
| 2002 | Széftörők                             | Welcome to Collinwood                           | Cosimo                         | Besenczi Árpád        |
| 2002 | Széftörők                             | Welcome to Collinwood                           | Cosimo                         | Háda János            |
| 2002 | Pluto Nash – Hold volt, hol nem volt… | The Adventures of Pluto Nash                    | Felix Laranga                  | Kardos Róbert         |
| 2003 | Lépéselőny                            | Confidence                                      | Omar Manzano rendőrtiszt       | Besenczi Árpád        |
| 2003 | Ki nevel a végén?                     | Anger Management                                | Lou                            | Kardos Róbert         |
| 2003 | Dumb és Dumberer: Dilibogyók 2.       | Dumb and Dumberer: When Harry Met Lloyd         | Ray Christmas                  | Kardos Róbert         |
| 2003 | Az ítélet eladó                       | Runaway Jury                                    | Jerry Hernandez                | Háda János            |
| 2004 | A balszerencse áradása                | Lemony Snicket's A Series of Unfortunate Events | kopasz férfi                   |                       |
| 2005 | Az álmodó                             | Dreamer                                         | Balon                          | Berzsenyi Zoltán      |
| 2005 | Carlito útja: A felemelkedés          | Carlito's Way: Rise to Power                    | "Nacho" Reyes                  | Besenczi Árpád        |
| 2005 | Ezt jól kifőztük!                     | Waiting…                                        | Raddimus                       | Pálfai Péter          |
| 2006 | A szeszcsempész meg a fia             | Disappearances                                  | St. Hilaire testvér            | Varga Tamás           |
| 2006 | Megetetett társadalom                 | Fast Food Nation                                | Benny                          | Gyevát Ottó           |
| 2006 | Balek-suli                            | School for Scoundrels                           | Moorehead őrmester             | Besenczi Árpád        |
| 2006 | Átkozott szerencse                    | Hard Luck                                       | "Million Dollar" Mendez        | Kassai Károly         |
| 2006 |                                       | Lolo's Cafe (rövidfilm)                         | Lolo (hangja)                  |                       |
| 2007 |                                       | Maldeamores                                     | Ismael                         |                       |
| 2007 | War                                   | War                                             | Benny                          | Besenczi Árpád        |
| 2007 | Tiszta vér                            | Cleaner                                         | Vargas nyomozó                 | Jantyik Csaba         |
| 2008 |                                       | I Kicked Luis Guzman in the Face (rövidfilm)    | Luis                           |                       |
| 2008 |                                       | Chicano Blood                                   | mexikói drogfutár              |                       |
| 2008 | Gazdátlanul Mexikóban                 | Beverly Hills Chihuahua                         | Chucho (hangja)                | Megyeri János         |
| 2008 | Végre karácsony!                      | Nothing like the Holidays                       | Johnny                         | Bácskai János         |
| 2008 | Az igenember                          | Yes Man                                         | öngyilkosjelölt                | Elek Ferenc           |
| 2009 | Nem kellesz eléggé                    | He's Just Not That Into You                     | Javier                         | Szokol Péter          |
| 2009 | Ezt megint jól kifőztük!              | Still Waiting…                                  | Raddimus                       | Pálfai Péter          |
| 2009 | Bunyó                                 | Fighting                                        | Martinez                       | Besenczi Árpád        |
| 2009 | Hajsza a föld alatt                   | The Taking of Pelham 123                        | Phil Ramos                     | Koncz István          |
| 2009 | Vén csontok                           | Old Dogs                                        | Nick                           |                       |
| 2011 | Arthur, a legjobb parti               | Arthur                                          | Bitterman                      | Törköly Levente       |
| 2011 |                                       | The Caller                                      | George                         |                       |
| 2011 | A zombik ébredése                     | Rise of the Damned                              | Ramon                          |                       |
| 2012 | Utazás a rejtélyes szigetre           | Journey 2: The Mysterious Island                | Gabato Laguatan                | Kálloy Molnár Péter   |
| 2012 |                                       | Departure Date (rövidfilm)                      | Frank                          |                       |
| 2013 | Erőnek erejével                       | The Last Stand                                  | Mike Figuerola seriffhelyettes | Besenczi Árpád        |
| 2013 | Turbó                                 | Turbo                                           | Angelo (hangja)                | Scherer Péter         |
| 2013 | Családi üzelmek                       | We're the Millers                               | mexikói rendőr                 | Törköly Levente       |
| 2014 |                                       | Two Men in Town                                 | Terence                        |                       |
| 2014 | Kontroll nélkül                       | In the Blood                                    | Ramón Garza                    |                       |
| 2014 | A hasonmás                            | The Lookalike                                   | Vincent                        | Scherer Péter         |
| 2014 |                                       | Henry & Me                                      | Vernon "Lefty" Gomez (hangja)  |                       |
| 2014 | Az öt kedvenc                         | Top Five                                        | Bobby rendőr                   |                       |
| 2014 | Reclaim – A mentőakció                | Reclaim                                         | parancsnok                     | Bolla Róbert          |
| 2014 | Reclaim – A mentőakció                | Reclaim                                         | parancsnok                     | Faragó András         |
| 2015 |                                       | Don Quixote                                     | Farmer                         |                       |
| 2015 |                                       | Ana Maria in Novela Land                        | Licenciado Schmidt             |                       |
| 2015 | Puerto Rico-i zsaruk Párizsban        | Puerto Ricans in Paris                          | Luis                           | Schneider Zoltán      |
| 2016 | Keanu: Macskaland                     | Keanu                                           | Bacon                          | Háda János            |
| 2016 | Az újrakezdés                         | The Do-Over                                     | Jorge                          |                       |
| 2016 |                                       | Aztec Warrior                                   | azték harcos                   |                       |
| 2017 |                                       | Sandy Wexler                                    | Oscar                          |                       |
| 2017 |                                       | Literally, Right Before Aaron                   | Federico                       |                       |
| 2017 |                                       | 9/11                                            | Eddie                          |                       |
| 2018 | Az atya                               | The Padre                                       | Gaspar                         | Csuja Imre            |
| 2018 | A belleville-i zsaru                  | Le Flic de Belleville                           | Ricardo Garcia                 | Scherer Péter         |
| 2018 |                                       | The Duck (rövidfilm)                            | Leonard                        |                       |
| 2019 |                                       | Hold On                                         | Rivera lelkész                 |                       |
| 2021 | A kúria úrnője                        | Lady of the Manor                               | Wally                          |                       |
| 2021 |                                       | The Birthday Cake                               | Jochee                         |                       |
| 2022 |                                       | 18 & Over                                       | JazzyLou                       |                       |
| 2022 | Entergalactic                         | Entergalactic                                   | Huge Mover (hangja)            |                       |
| 2022 |                                       | The Disappearance of Toby Blackwood             | Chester Mendoza                |                       |
| 2023 |                                       | Story Ave                                       | Luis Torres                    |                       |
| 2023 | Ne merészelj eljönni a bát micvámra   | You Are So Not Invited to My Bat Mitzvah        | Eli Katz                       | Faragó András         |
| 2023 | Dzsinn                                | Genie                                           | Perez nyomozó                  |                       |
| 2024 | Beverly Hills-i zsaru: Axel Foley     | Beverly Hills Cop: Axel F                       | Chalino Valdemoro              | Faragó András         |
| 2024 |                                       | Holy Cash                                       | Isten                          |                       |
| 2025 | Pusztítás                             | Havoc                                           | Raul                           | Besenczi Árpád        |

### Videójátékok
| Év   | Cím                                 | Szerep                |
| ---- | ----------------------------------- | --------------------- |
| 2002 | Grand Theft Auto: Vice City         | Ricardo Díaz (hangja) |
| 2006 | Grand Theft Auto: Vice City Stories | Ricardo Díaz (hangja) |

### Videóklipek
| Év   | Előadó                               | Cím              | Szerep                |
| ---- | ------------------------------------ | ---------------- | --------------------- |
| 2002 | Cash Money Millionaires              | "Undisputed"     | rab                   |
| 2013 | Bruno Mars                           | "Gorilla"        | állatkert tulajdonosa |
| 2017 | Logic (ft. Alessia Cara & Khalid)    | "1-800-273-8255" | edző                  |
| 2018 | Marc Anthony, Will Smith & Bad Bunny | "Está Rico"      | szerencsejátékos      |